# Переяслов, Николай Владимирович
Переяслов Николай Владимирович (род. 12 мая 1954, Красноармейское, Сталинская область) — российский поэт, литературовед.

## Биография
Родился 12 мая 1954 года в городе Красноармейске Донецкой области.
С 1970 года работал на шахте «Краснолиманская» в Донбассе — сначала учеником электрослесаря, затем мотористом на добычном участке и подземным слесарем. В 1973 году поступил на дневное отделение Московского Горного института (факультет «Подземная разработка угольных месторождений»), в котором доучился до 1977 года. Оставив на IV курсе Горный институт, работал шахтёром, геологом, журналистом в газете «Старицкий Вестник» Тверской области и одновременно — псаломщиком в православном храме святого пророка Ильи в городе Старица.
В 1993 году окончил заочное отделение Московского Литературного института имени А. М. Горького (семинар критики и литературоведения). После работы в газете «Старицкий Вестник» начал работать в городе Самаре директором областного отделения Литературного фонда России, одновременно преподавая историю русской литературы в Самарском епархиальном духовном училище и издавая журнал «Русское эхо». Затем, в 1997 году, переехал с семьёй из Самары в Москву, где начал работать секретарём Правления Союза писателей России.
Является очень плодовитым автором, издаёт всё, в том числе и свои байки "Миниатюры вокруг литературы" (Страницы из записных книжек, дневников и рабочих тетрадей), опускаясь до оскорблений писателей-фронтовиков, к примеру, старшего лейтенанта, командира взвода противотанковых ружей, награждённого орденами и медалями, инвалида ВОВ 1 группы, написавшего лирическую хронику "Ивница", лауреата 1 премии Всесоюзного конкурса им. А.Фадеева ЦК ВЛКСМ и изд-ва "Молодая гвардия" к 25-летнему юбилею Победы за поэму "Былина о неизвестном солдате" Сухова Фёдора Григорьевича (1922-1992). Сейчас за оскорбления ветеранов ВОВ введена уголовная статья!
В настоящее время[какое?] работает секретарём Правления Союза писателей России. Является также членом Союза журналистов Москвы, Международной Федерации журналистов, Международной Ассоциации писателей и публицистов (МАПП). Действительный член Петровской Академии наук и искусств, а также Славянской литературной и артистической Академии в Варне (Болгария).
Делегат первого Российского Литературного Собрания, прошедшего 21 ноября 2013 года в РУДН. Участник выездного Пленума Союза писателей России в Чеченской Республике; Конгресса народов России в Якутске; 1-й Международной поэтической конференции в Каире; 1-го Международного фестиваля поэзии стран Азии во Вьетнаме и всех Всемирных Русских Народных Соборов с 1997 по 2014 год. Женат на Переясловой Марине Вячеславовне.

## Награды и звания
- Медаль Министерства обороны РФ «За укрепление боевого содружества»
- Медаль Русской Православной Церкви святого благоверного князя Даниила Московского
- Медаль святого благоверного князя Александра Невского
- Медаль М. Ю. Лермонтова
- Медаль В. М. Шукшина
- Медаль В. С. Розова
- Медаль Абая Кунанбаева
- Медаль Екатерины Великой «За просветительскую деятельность на благо России»
- Медаль «15 лет Приднестровской Молдавской Республики»
- Медаль «За доблестный труд»
- Памятная медаль "К 100-летию М. А. Шолохова
- Орден М. В. Ломоносова
- Золотой знак Хо Ши Мина
- Памятный нагрудный знак "За мужество и любовь к Отечеству, 1941—1995
- Нагрудный знак «За вклад в литературу» (Беларусь)
- Почётная грамота Министерства культуры Российской Федерации
- Литературные премии имени А. Платонова (2001), В. Розова, А. Невского, Б. Корнилова, Р. Гамзатова, М. Лермонтова, В. Хлебникова и Большой литературной премии России
- Победитель конкурса переводов тюркской поэзии «Ак Торна» и поэтического конкурса Совета муфтиев России «Пророк Мухаммад — милость для миров».